# 鶴川中央公園
鶴川中央公園（つるかわちゅうおうこうえん）は、東京都町田市鶴川にある都市公園（近隣公園）。指定管理者制度に基づき、チーム町田が管理運営を行っている。

## 概要
1968年（昭和43年）開園。町田市近隣公園第1号として設置され、同じ鶴川団地内にある鶴川鶴の子児童公園（街区公園）とともに市内最古の公園である。鶴川団地建設時に整備され、鶴川団地のほぼ中央に位置している。広さは約2haで、園内には軟式野球場やテニスコートなどがある。
2001年（平成13年）には、テニスコート横に「災害時用応急給水槽」が設置され、災害時には約1万人程度、3日間分の飲料水が確保される。

## 主な施設
- 鶴川球場（軟式野球場、有料施設）
- テニスコート（2面、有料施設）
- 震災対策応急給水施設（給水槽100m3）
- 駐車場（10台分）

## アクセス
バスの場合
- 小田急小田原線鶴川駅からセンター前経由 鶴川団地行き（鶴11・町50）で「鶴川中央公園（旧・鶴川病院前）」下車

自家用車の場合
- 専用の有料駐車場（10台分）あり。